# Georg von Sodenstern

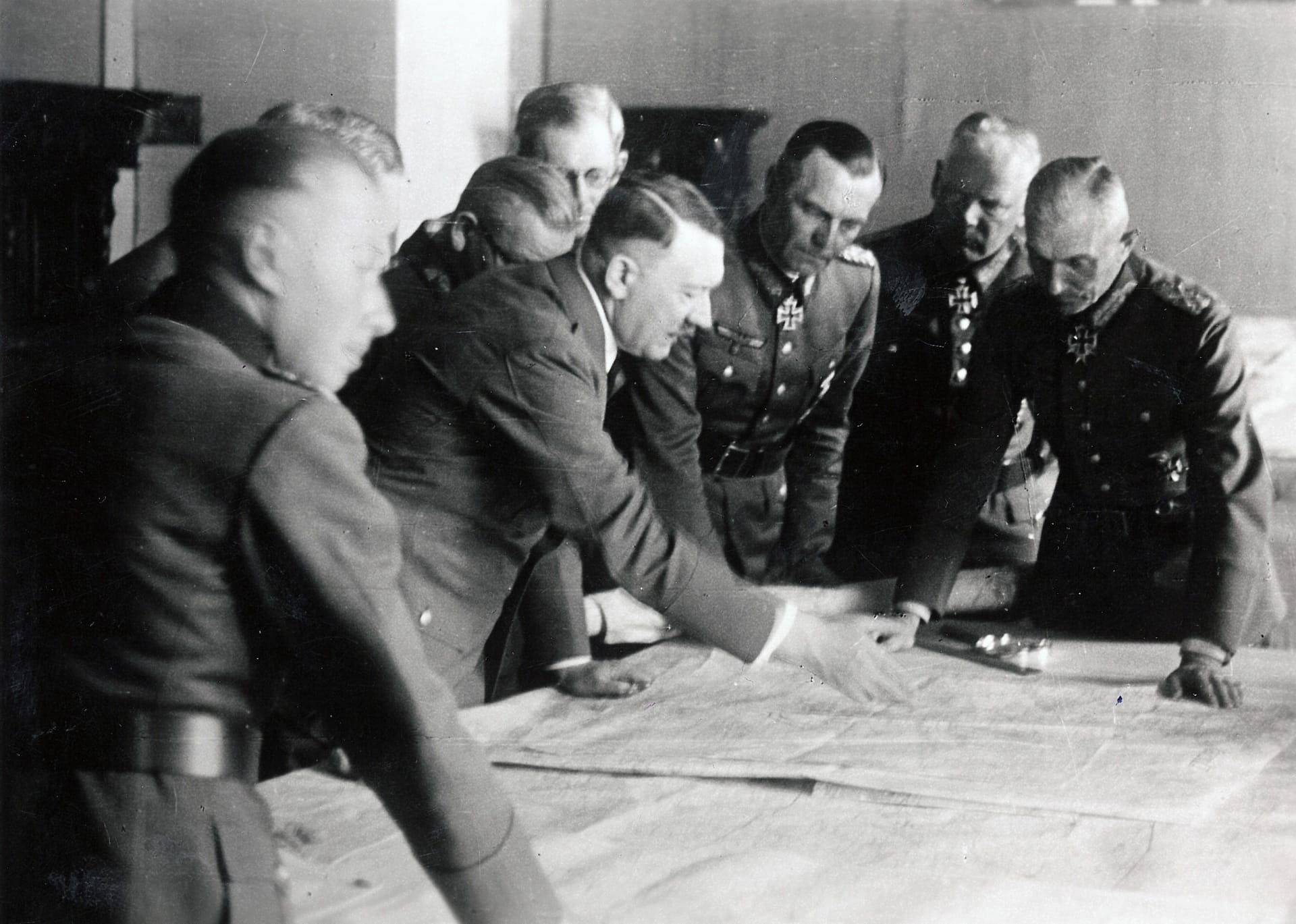
Georg von Sodentern es el segundo de derecha a izquierda de la fotografía contra la pared, entre Friedrich Paulus y Maximilian von Weichs (1942)

Georg von Sodenstern (Kassel, Alemania, 15 de noviembre de 1889 - Fráncfort del Meno, 20 de julio de 1955) fue un general de infantería de la Wehrmacht durante la Segunda Guerra Mundial, condecorado con la Cruz de Caballero de la Cruz de Hierro y Cruz de Oro por su valentía en el frente oriental.

## Biografía
Georg von Sodenstern nació en Kassel, Alemania en 1889, ingresó a la escuela de oficiales del ejército de Prusia Real en 1909,   fue ascendido a teniente en 1910, participó  durante la Primera Guerra Mundial obteniendo la Cruz de Hierro de segunda y primera clase.
Permaneció en el ejército del Reichswehr (Regimiento de Infantería Reichswehr N.º 27) alcanzando el grado de teniente coronel en 1932 y coronel en 1934.
En 1938 alcanzó el grado de Mayor General y  Jefe del Estado Mayor General del Grupo 2 acantonado en Kassel, y participó inicialmente en la Plot de 1938, desligándose tempranamente.
Con el grado de Teniente General en 1940, es llamado a la comandancia en Jefe del Grupo de Ejércitos A reemplazando a von Manstein y participa en el frente occidental, en la Batalla de Francia.  Se le concede la condecoración de Cruz de Caballero de la Cruz de Hierro.
Durante la  Operación Barbarroja en 1941, se le asigna el cargo de General en jefe del Grupo de Ejércitos Sur en dirección a los campos del Cáucaso.   Participa en la Batalla de Kiev y en la conquista de los campos petrolíferos del Cáucaso.
El 2 de enero de 1941, es condecorado con la Cruz de Oro.  Sodenstern fue un opositor a las tácticas de la Blitzkrieg en el frente oriental y sostuvo agrias discusiones con Rundstedt al respecto; pero fue Heinz Guderian quien demostró que la Blitzkreig era la táctica adecuada para penetrar el vasto espacio soviético. Desde el 9 de julio de 1942 hasta el 20 de mayo de 1943 ejerce como General en Jefe del grupo de Ejércitos B.
Participa como comandante en jefe del 19.º Ejército en la Batalla de Stalingrado, desde el 26 de agosto de 1943 hasta el 24 de junio de 1944. En junio de 1944 fue retirado y pasado al Ejército de Reserva en Berlín, luego se acogió a jubilación.
Georg von Sodenstern falleció en 1955 en Fráncfort del Meno.